# انسداد کولنی

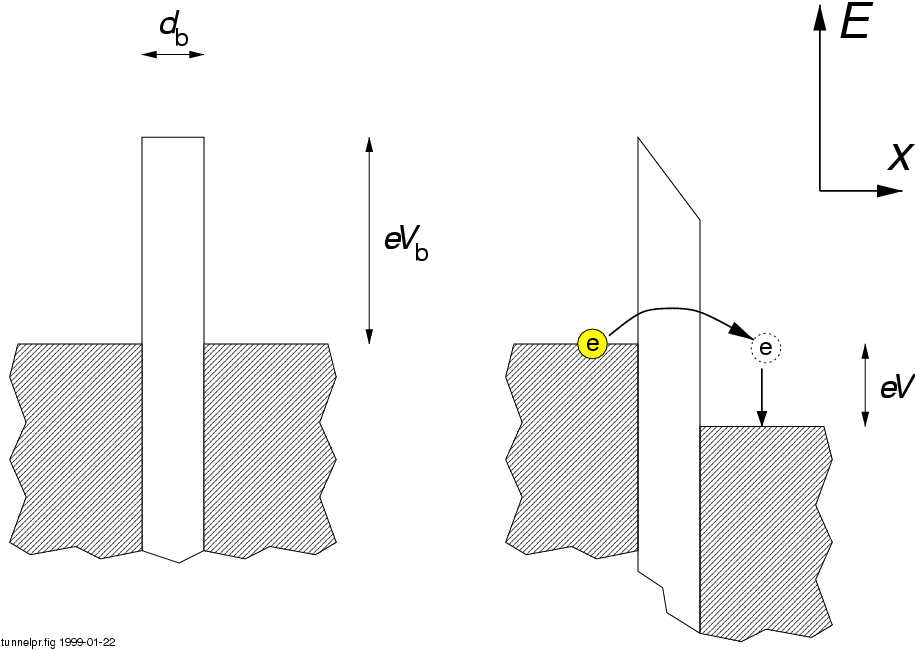
نمایش طرح‌واره (شبیه به نمودار نواری) تونل‌زنی الکترونی ازمیان یک سَد

در فیزیک مزوسکوپی، انسداد کولنی (به انگلیسی: Coulomb blockade) (اختصاری سی‌بی)، که نام آن از نیروی الکتریکی چارلز آگوستین دو کولن گرفته شده است، کاهش رسانایی الکتریکی در ولتاژهای بایاس کوچک یک افزاره الکترونیکی کوچک است که حداقل یک پیوند تونلی با ظرفیت-کم را شامل می‌شود. به دلیل سی‌بی، رسانایی یک افزاره ممکن است در ولتاژهای بایاس پایین ثابت نباشد، اما برای بایاس‌های زیر یک آستانه خاص ناپدید می‌شود، یعنی جریانی جاری نیست.
انسداد کولنی را می‌توان با ساختن یک افزاره بسیار کوچک مانند یک نقطه کوانتومی مشاهده کرد. هنگامی که افزاره به اندازه کافی کوچک است، الکترون‌های داخل افزاره رانش قوی کولنی ایجاد می‌کنند که از جریان دیگر الکترون‌ها جلوگیری می‌کند؛ بنابراین، افزاره دیگر از قانون اهم پیروی نخواهد کرد و رابطه جریان-ولتاژ انسداد کلونی مانند یک پلکان به نظر می‌رسد.
حتی اگر انسداد کلونی را بتوان برای نشان دادن کوانتش بار الکتریکی استفاده کرد، اما همچنان یک اثر کلاسیک است و توصیف اصلی آن نیازی به مکانیک کوانتوم ندارد. با این حال، زمانی که تعداد کمی از الکترون‌ها درگیر هستند و یک میدان مغناطیسی استاتیک خارجی اعمال می‌شود، انسداد کلونی زمینه را برای انسداد اِسپینی (مانند انسداد اسپین پائولی) و انسداد دره فراهم می‌کند، که به ترتیب شامل اثرات مکانیکی کوانتومی ناشی از اسپین و اندرکُنش‌های مداری بین الکترون‌ها است.
این افزاره‌ها می‌توانند شامل الکترودهای فلزی یا ابررسانا باشند. اگر الکترودها ابررسانا باشند، جفت‌های کوپر (با بار منهای دو بار بنیادی {\displaystyle -2e}) که جریان را حمل می‌کند، می‌شود. در صورتی که الکترودها فلزی یا رسانای عادی باشند، یعنی نه ابررسانا و نه نیم‌رسانا، الکترونها (با بار {\displaystyle -e}) جریان را حمل می‌کند.

## در یک پیوند تونلی
بخش زیر برای مورد پیوندهای تونلی با یک سَد عایق‌ساز بین دو الکترود رسانای معمولی (پیوندهای NIN) است.
پیوند تونلی در ساده‌ترین شکل خود، یک سَد عایق‌ساز نازک بین دو الکترود رسانا است. طبق قوانین الکترودینامیک کلاسیک، هیچ جریانی نمی‌تواند از یک سد عایق‌ساز عبور کند. با این حال، طبق قوانین مکانیک کوانتومی، احتمال ناصِفری (بزرگتر از صفر) برای یک الکترون در یک طرف سد وجود دارد که به طرف دیگر برسد (به تونل‌زنی کوانتومی مراجعه کنید). هنگامی که یک ولتاژ بایاس اعمال می‌شود، به این معنی است که یک جریان وجود خواهد داشت، و با نادیده گرفتن اثرات اضافی، جریان تونل‌زنی متناسب با ولتاژ بایاس خواهد بود. در اصطلاح الکتریکی، پیوند تونلی مانند یک مقاومت با مقاومتی ثابت عمل می‌کند که به عنوان مقاومت اهمی نیز شناخته می‌شود. مقاومت به‌طور نمایی به ضخامت سد بستگی دارد. به‌طور معمول، ضخامت سد در حدود یک تا چند نانومتر است.
آرایش دو رسانا با یک لایه عایق در بین آنها نه تنها دارای مقاومت، بلکه ظرفیت محدود نیز می‌باشد. عایق نیز در این زمینه دی‌الکتریک نامیده می‌شود، پیوند تونلی مانند یک خازن عمل می‌کند.
به دلیل گسسته بودن بار الکتریکی، جریان از طریق پیوند تونلی مجموعه ای از رویدادها است که در آن دقیقاً یک الکترون (تونل) از سد تونل عبور می‌کند (هم‌تونل‌زنی که در آن دو الکترون به‌طور همزمان تونل می‌زنند را نادیده می‌گیریم). خازن پیوند تونلی با یک بار بنیادی توسط الکترون تونل‌زنی شارژ می‌شود و باعث ایجاد ولتاژ {\displaystyle U=e/C} می‌شود، دراینجا {\displaystyle C} ظرفیت پیوند است. اگر ظرفیت خازنی بسیار کوچک باشد، ولتاژ ایجاد شده می‌تواند به اندازه ای باشد که از تونل‌زدن الکترون دیگر جلوگیری کند. سپس جریان الکتریکی در ولتاژهای بایاس کم سرکوب می‌شود و مقاومت افزاره دیگر ثابت نیست. افزایش مقاومت تفاضلی حول بایاس صفر را انسداد کولنی می‌نامند.

## مشاهده
برای اینکه انسداد کلونی قابل مشاهده باشد، دما باید به اندازه کافی پایین باشد تا انرژی شارژسازی مشخصه (انرژی مورد نیاز برای شارژ شدن پیوند با یک بار بنیادی) بزرگتر از انرژی گرمایی حامل‌های بار باشد. در گذشته برای ظرفیت‌های بالاتر از ۱ فمتوفاراد (15-10 فاراد)، این بدان معنا بود که دما باید کمتر از ۱ کلوین باشد. این محدوده دما به‌طور معمول توسط سرماسازهای هلیوم-۳ به‌دست می‌آید. به لطف نقاط کوانتومی کوچک و تنها چند نانومتری، انسداد کلونی بعد از دمای هلیوم مایع، تا دمای اتاق مشاهده شده است.
ایجاد پیوند تونلی در هندسه خازن صفحه ای با ظرفیت ۱ فمتوفاراد با استفاده از یک لایه اکسیدی با گذردهی الکتریکی ۱۰ و ضخامت یک نانومتر، باید الکترودهایی با ابعاد تقریباً ۱۰۰ در ۱۰۰ نانومتر ایجاد کرد. این محدوده از ابعاد به‌طور معمول با طرح‌نگاری پرتو الکترونی و فناوری‌های انتقال الگوی مناسب، مانند فن نیمایر-دولان، که به عنوان فن تبخیر سایه نیز شناخته می‌شود، به دست می‌آید. مجتمع‌سازی برساخت نقاط کوانتومی با فناوری استاندارد صنعتی برای سیلیکون به دست آمده است. فرایند سیماس برای تولید انبوه ترانزیستورهای نقطه کوانتومی تک‌الکترونی با اندازه کانال تا ۲۰ نانومتر در ۲۰نانومتر پیاده‌سازی شده است.

## ترانزیستور تک-الکترونی

طرح‌واره یک ترانزیستور تک‌الکترونی.

از چپ به راست: سطوح انرژی سورس، جزیره و درین در یک ترانزیستور تک‌الکترونی برای حالت مسدودسازی (قسمت بالایی) و حالت انتقال (قسمت پایین).

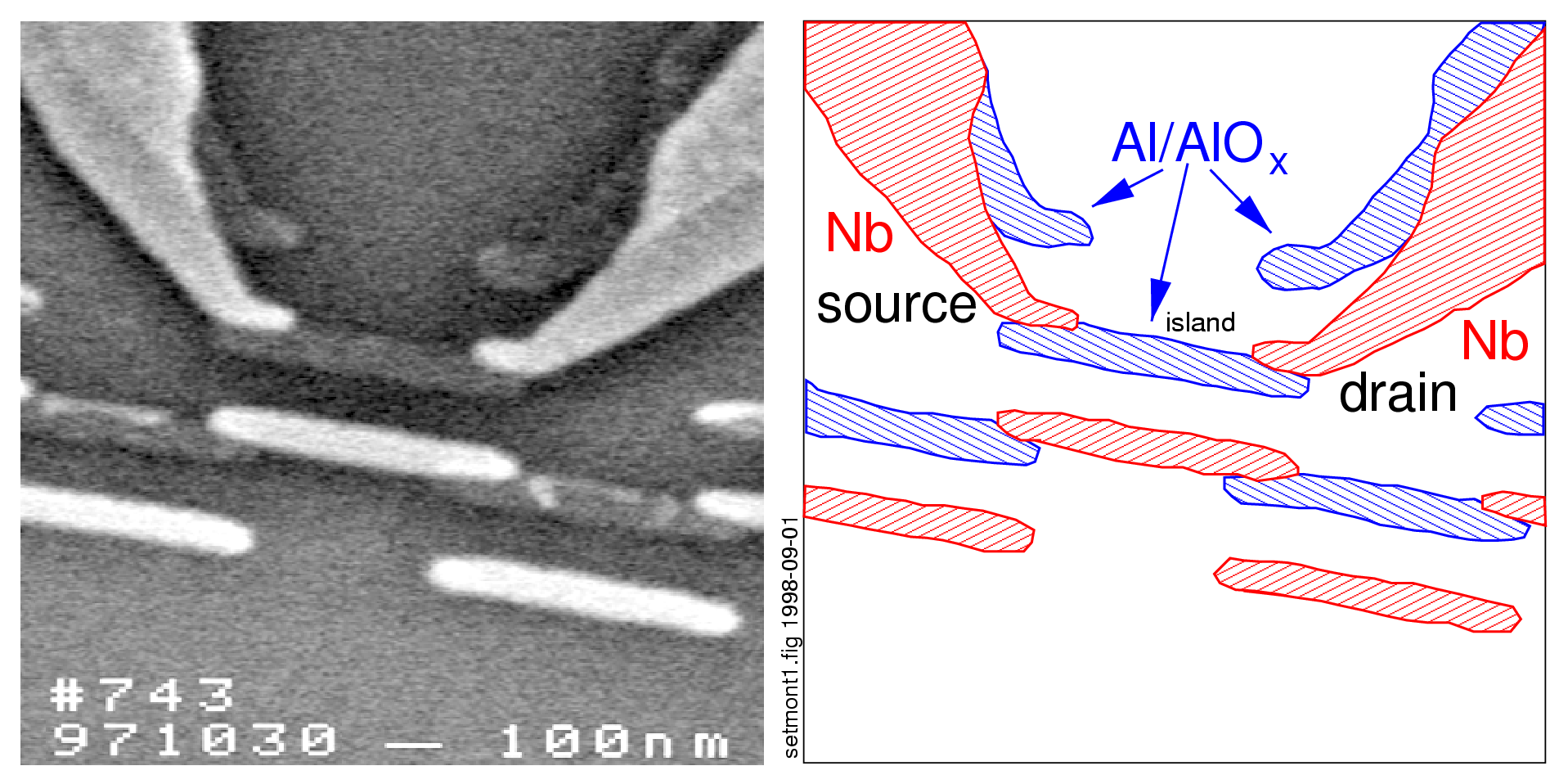
ترانزیستور تک‌الکترونی با پایه‌های نیوبیم و جزیره آلومینیومی.

ساده‌ترین افزاره ای که در آن می‌توان اثر انسداد کلونی را مشاهده کرد، ترانزیستور تک‌الکترونی است. این شامل دو الکترود معروف به درین و سورس است که از طریق پیوندهای تونلی به یک الکترود مشترک با خودظرفیتی کم که به جزیره معروف است، متصل می‌شود. پتانسیل الکتریکی جزیره را می‌توان توسط یک الکترود سوم به نام دروازه (گیت) تنظیم کرد که به صورت خازنی با جزیره تزویج می‌شود.
هنگامی که یک ولتاژ مثبت به الکترود گیت اعمال می‌شود، سطح انرژی الکترود جزیره کاهش می‌یابد. الکترون (سبز ۱.) می‌تواند به جزیره (۲.) تونل بزند و سطح انرژی قبلاً خالی را اشغال کند. از آنجا می‌تواند روی الکترود درین (۳.) تونل بزند، جایی که به‌طور ناجهنده پراکنده می‌شود و به سطح فرمی الکترود درین (۴.) می‌رسد.
سطوح انرژی الکترود جزیره به‌طور مساوی با جُدایِش از {\displaystyle \Delta E} قرار دارد. این باعث بالارفتن خودظرفیتی {\displaystyle C}  از جزیره می‌شود، تعریف‌شده به‌صورت
{\displaystyle C={\frac {e^{2}}{\Delta E}}.}
برای دستیابی به انسداد کلونی، سه معیار باید رعایت شود:
1. ولتاژ بایاس باید کمتر از بار بنیادی تقسیم بر خودظرفیتی جزیره باشد: {\displaystyle V_{\text{bias}}<{\frac {e}{C}}} ;
2. انرژی گرمایی در تماس سورس به اضافه انرژی گرمایی در جزیره، یعنی {\displaystyle k_{\rm {B}}T,} باید کمتر از انرژی شارژ باشد: {\displaystyle k_{\rm {B}}T<{\frac {e^{2}}{2C}},} در غیر این صورت، الکترون قادر خواهد بود نقطه کوانتمی را ازطریق تحریک حرارتی عبور دهد. و
3. مقاومت تونل‌زنی، {\displaystyle R_{\rm {t}}}، باید بیشتر از {\displaystyle {\frac {h}{e^{2}}}} باشد، که از اصل عدم قطعیت هایزنبرگ گرفته شده است.[۷]

## دماسنج انسداد کولنی
یک دماسنج معمولی انسداد کولنی (CBT) از مجموعه ای از جزیره‌های فلزی ساخته شده است که ازمیان یک لایه عایق‌ساز نازک به یکدیگر متصل می‌شوند. یک پیوند تونلی بین جزیره‌ها تشکیل می‌شود و با اعمال ولتاژ، الکترون‌ها ممکن است در این پیوند تونل بزنند. نرخ تونل‌زنی و درنتیجه رسانایی با توجه به انرژی شارژ جزیره‌ها و همچنین انرژی گرمایی سیستم متفاوت است.
دماسنج انسداد کولنی یک دماسنج بنیادی بر اساس ویژگی‌های رسانایی الکتریکی آرایه‌های پیوندی تونلی است. پارامتر V½ = 5.439 NkBT/e، عرض کامل در نصف حداقل اُفت رسانایی تفاضلی اندازه‌گیری‌شده بر روی آرایه ای از پیوندهای N همراه با ثابت‌های فیزیکی، دمای مطلق را فراهم می‌کند.

## انسداد کلونی یونی
انسداد کولن یونی (آی‌سی‌بی) مورد خاص سی‌بی است که در انتقال الکتروپخش (به انگلیسی: electro-diffusive) یون‌های باردار از طریق نانوحفره‌های مصنوعی زیرنانومتری یا کانال‌های یونی زیستی ظاهر می‌شود. آی‌سی‌بی به‌طور گسترده مشابه همتای الکترونیکی خود در نقاط کوانتومی است، [1] اما برخی ویژگی‌های خاص را ارائه می‌دهد که احتمالاً با ولانس z متفاوت حامل‌های بار (یون‌های نفوذ کننده در مقابل الکترون‌ها) و با منشأ متفاوت موتور انتقال (الکترونیک کلاسیک در مقابل تونل‌زنی کوانتومی) تعریف شده‌اند. .
در مورد آی‌سی‌بی، شکاف کولنی {\displaystyle \Delta E} توسط خودانرژی دی‌الکتریک یون ورودی در داخل منافذ/کانال تعریف می‌شود {\displaystyle \Delta E={\frac {z^{2}e^{2}}{2C}}} و از این رو {\textstyle \Delta E} به والانس یون z بستگی دارد. آی‌سی‌بی {\textstyle (\Delta E\gg k_{\rm {B}}T)} قوی به نظر می‌رسد، حتی در دمای اتاق، برای یون‌های با {\displaystyle z>=2} به عنوان مثال برای یون‌های{\displaystyle {\ce {Ca^2+}}}
آی‌سی‌بی اخیراً به صورت تجربی در زیرنانومتر مشاهده شده است منافذ{\displaystyle {\ce {MoS2}}}
در کانال‌های یونی زیستی آی‌سی‌بی معمولاً خود را در چنین پدیده‌های انتخاب‌پذیری ولانسی مانند نوارهای هدایت {\displaystyle {\text{Ca}}^{2+}} (در مقابل شارژ ثابت {\displaystyle Q_{\rm {f}}}) و انسداد دوظرفیتی وابسته به غلظت جریان سدیم نشان می‌دهد.